# 佐々木広行
佐々木 広行（ささき ひろゆき、1968年1月3日-）は、日本の実業家。株式会社プロラボホールディングス代表取締役・CEO。広告事業、エステティックサロン事業を経てインナービューティ事業を展開。マーケティング、ブランディングプロデュース力が国内外から高く評価されており、2017年には三大宮賞の一つである「東久邇宮国際文化褒賞」を受賞。2018年には、「人類の健康寿命の延伸サポート」を掲げ、学術団体である財団法人内面美容医学財団を設立。内面美容、予防医学、ファスティング等の研究を行っている。船井総合研究所や毎日新聞社での講師実績もある。2022年からは日本薬科大学にて美容経営学の講義を開講し、2023年4月には母校である早稲田大学大学院にて、起業特論Aの授業で「ブランディング経営」というテーマで講義も担当する。

## 人物・経歴
1968年、神奈川県藤沢市生まれ。3歳より川崎市宮前区で育つ。部屋が何千冊もの本にあふれていた父の影響で、人物伝などに多く触れ、その影響で幼少期より起業を目指す。1991年、早稲田大学教育学部卒業後、セコムに入社。30歳にして起業することを心に決めていた。1998年に起業。川崎市創業支援制度を活用し、フリーペーパー発行を行うウィズダム教育通信社を設立。ダイレクトレスポンス広告事業を経てエステティックサロン事業を立ち上げるが、毎日訪れる場所ではないエステティックサロンにおける『外面美容』だけの施術に限界を感じ、また、34歳にして糖尿病と診断されたことで自身の生活習慣を見直す。毎日の食事なども重視した『内面美容』に着目。当時は科学的根拠が希薄で、賦形剤を大量に使用する一方、有効成分は少量という低品質な商品が多いと感じ、自ら高品質な製品を目指して開発に着手。この間、予防医学や東洋医学を始め多方面の専門家らによる人脈を形成。科学的根拠のある原材料の選定や処方を試行錯誤しながら研究開発を重ね、クリエイティブ、最終製品化に至るまで、一切の妥協を排除し企画生産。
2006年に自社サロンでハーブティーの販売を始めたのを皮切りに、2007年にはインナービューティー製品『Esthe Pro Labo（エステプロラボ）』ブランドを立ち上げ、メーカー事業を開始。プラセンタ製品や酵素ドリンク、サプリメントと商品の幅を広げる。中国、香港、マカオ、ベトナム、シンガポール、韓国、アメリカなどの海外15の国・地域にも進出。パリコレクションでは、4年連続でオフィシャルパートナーとなる。製品を日本国内で20,000店以上のエステティックサロン、ヘアサロン、クリニック等の美容・健康業界にプロユース商品として提供するほか、都内を始め日本国内で6か所の有資格者によるファスティングと食生活分析を行うインナービューティーに特化したカウンセリングサロンを開設。製品利用者には世界的に活躍するモデルやタレント、スポーツ選手も多い。
海外向けブランド『プロラボコンセプト』は、中国の通販サイト「アリババ」が認めたブランドしか出店できない直営のTモールに選出され、注目を集めた。2011年には5億円だった売上げを2023年8月期には88億円(国内グループ売上)にまで増大させた。佐々木は企業活動と製品開発を通じ、「病気になってから治すのではなく、病気になりにくい体を作ろう」というセルフメディケーションの考えに思い至る。
2012年5月発売の酵素飲料「ハーブザイム® 113 グランプロ シリーズ」は、2023年7月現在、累計200万本を突破する商品となった。2015年7月 インナービューティサロン第1号店「Esthe Pro Labo AOYAMA」をオープン。
2017年には「東久邇宮国際文化褒賞」を受賞。ニューヨークタイムズ紙が選ぶ「女性活躍支援企業」として同社の取材を受けている。2018年よりは、医師、学識者、美容家らに呼びかけ、「人類の健康寿命の延伸サポート」を掲げ、内面美容、予防医学、ファスティング等を研究する学術団体である財団法人内面美容医学財団を設立。「妊活マイスター」、「ファスティングカウンセラー」等、日本国内に10,000名以上のインナービューティ専門資格者を輩出した。2019年には、ニューヨークタイムズ主催のアジアで活躍する次世代リーダーを表彰するNEXT ERA LEADER’S AWARDSに選ばれている。
2021年7月1日に飲食事業を開始。東京・麻布十番に世界初の"美腸"と"インナービューティ"をコンセプトに会員制鮨店『麻布 黒しゃり』をオープン。その後、『麻布 肉しゃり』『プロラボカフェ』『新宿 菌しゃり』を展開。2021年9月には『インシー』を買収。「温活×腸活 マグマスタジオ INSEA」として、新しいファスティングのスタイルを提案する温活事業を開始。2022年9月には、温活事業の一環で、富士山溶岩による特許技術を活用した完全個室の高級プライベートサウナ「THE PROLABO SAUNA（ザ プロラボサウナ）」をオープン。2021年10月には『すべての女性が抱える健康の課題をテクノロジーで解決する』ことを目的とするフェムテック事業を開始。2023年12月、会員制ビジネスの新店舗『リバースエイジングスパR』、『シークレットラウンジL』を麻布十番でオープンさせる。
2024年5月には、中国発行の雑誌「人民日報」にて、表紙と巻頭インタビューに掲載される。
2024年10月、水分子コントロールデバイス「WOTT」を活用して睡眠にアプローチする「睡眠美容事業」を開始。その一環として、睡眠栄養学研究に基づいた、睡眠と美容をサポートするサロン「深層睡眠美容サロン『MENURY』（ネムリ―）」をオープンさせる。また、企業の従業員が抱える健康課題を解決するため、同社が培ってきたヘルスケアコンテンツを提供する「福利厚生事業」も開始。『プロラボウェルネスクラブ（PWC）』を設立。
2025年2月27日、睡眠に関する悩みを持つ人を対象とした「睡眠美容のソリューションサービス」をはじめ、同社が展開するマシンも展示する「睡眠ビューティラウンジ」を新宿にオープンさせる。4月には、株式会社ジェクシードとの合弁会社「株式会社AIスリープテック」を設立。また、5月9日付でリュミエール株式会社が運営するエステティックサロン7店舗の営業権を譲受し、新会社「株式会社PROLABO ・SPA」を設立する。
現在、以下国内16法人及び海外2社を経営する。
日本国内
- 株式会社プロラボホールディングス（代表取締役会長 兼 CEO）
- 株式会社プロラボソリューション （代表取締役社長）
- 株式会社プロラボコンセプト （代表取締役社長）
- 株式会社プロラボダイニング（代表取締役）
- 株式会社 Rad PROJECT（取締役）
- 株式会社プロラボサウナ（代表取締役）
- 株式会社 プロラボエピジェネティクス（代表取締役）
- 株式会社 プロラボ琉球（代表取締役社長）
- 株式会社AIスリープテック（代表取締役）
- 株式会社PROLABO ・SPA（代表取締役）
- 株式会社 Rad PROJECT（取締役）
- 株式会社 サンナレッジ（取締役）
- 一般社団法人 日本インナービューティ研究機構（代表理事）
- 一般社団法人 日本ウェルエイジング検定協会（副理事長）
- 医療法人社団 山栄会 グランプロ睡眠美容クリニック
- 医療法人社団 優志会 グランプロデンタルクリニック銀座

海外
- 璞洛兰博（上海）进出口有限公司（Pro Labo（Shanghai）Import & Export Co., Ltd.）（中国）
- CÔNG TY CỔ PHẦN PRO LABO VIỆT NAM（ベトナム）

## 年譜
- 1968年 - 1月3日神奈川県藤沢市に生まれる[5][1]。
- 1991年 - 早稲田大学教育学部卒業。セコムに入社[5][29]。
- 1998年 - ウィズダム教育通信社を設立。フリーペーパー発行事業を行う。その後、ダイレクトレスポンス広告事業に進出。通信販売企業の広告制作や商品企画を行い、うち数社が年商100億円以上に成長[5]。
- 2002年 - エステティックサロン事業を創業[5][29]。
- 2007年 - 同上事業を転換し、発酵飲料・ハーブティー等のインナービューティ製品『Esthe Pro Labo』ブランドを開発。メーカー事業を開始。後に約12000店に納品するサロン専売ブランドに成長させる。『ハーブザイム113グランプロシリーズ』、『ファストプロウォーター』などは人気商品となる[5][13]。
- 2008年 - メーカー機能に徹するため2008年にサロン事業を終了。現社名に改める[1]。
- 2012年 - ファスティング用の酵素ドリンクを開発・発売。人気商品となる[11]。
- 2015年 - 株式会社プロラボソリューションを設立し代表取締役に就任。管理栄養士やインナービューティの専門資格者が常駐し、食事、ファスティング、サプリメント指導を行う会員制カウンセリングサロン「エステプロ・ラボ AOYAMA」をオープン[30]。
- 2017年 - LEADERS’AWARD（KENJA GLOBAL主催）に選ばれる[31]。会社の売上げが26億円となる[11]。
- 2018年 - 8月期の売上げが40.1億円となる[16]。
- 2019年
  - ニューヨークタイムズ主催のアジアで活躍する次世代リーダーを表彰するNEXT ERA LEADER’S AWARDSに選ばれる[21][22]。
  - 上海に『Esthe Pro Labo　SHANGHAI』をオープン。また、プロ野球選手である前田健太選手とEsthe Pro Laboブランドアンバサダー契約を結ぶ。
- 2020年 - 『グランプロデンタルクリニック銀座』開院をプロデュース。また、農薬を使用せずに微生物を元気にするプロラボ独自農法を展開する「プロラボファーム」を立ち上げる。
- 2021年 - 「飲食事業」を開始。『麻布 黒しゃり』『麻布 肉しゃり』をプロデュースする。
- 2023年 - 会員制ビジネスの新店舗『リバースエイジングスパR』、『シークレットラウンジL』を麻布十番でオープンさせる。
- 2024年 - プロサッカー選手である長友佑都選手と「プロテインナチュラグランプロ」のグローバルアンバサダー契約を結ぶ。また、初の欧州店舗『Esthe Pro Labo PRAGUE』やシンガポールに『Esthe Pro Labo SINGAPORE』を開店する。

その他

## その他の役職
- 一般財団法人 未来医学財団 理事
- 一般社団法人 アジアアンチエイジング美容協会（4A）理事
- ビューティ・ビジネス・コンプライアンス・アソシエーション（BBCA）主宰
- 一般社団法人 全国ヘルスケアサービス産業協会 理事兼事務局長[4]

## 著書
- 『100億円市場をつくるブランディング経営術』（アチーブメント出版、2021年3月4日発行）ISBN 9784866430904[32]
- 『神は腸に宿る』（幻冬舎、2022年3月30日）ISBN 4344039181、ISBN 9784344039186
- 『睡眠革命 ～すべての答えは水にあった～』（七星出版、2025年3月14日）ISBN9784434355912

## 講演
- 2020年 - 10月、日本化粧療法医学会「インナービューティと化粧療法」。
- 2021年
  - 9月8日、日本政経プロジェクト（中田宏）「ブランディング経営」。
  - 10月16日、自費研医療フェスタ「ブランディング経営」。
- 2022年
  - 1月9日、琉球大学「腸活・ファスティング・温活によるウェルネスバリューの創出」。
  - 12月26日、日本薬科大学「美容経営学」。
- 2023年
  - 4月21日、早稲田大学「ブランディング経営」。
  - 5月17日、WAOJE東京支部「苦労話・成功までの道のり・今後の展開について」。
  - 8月9日、アチーブメント株式会社「コロナ禍で新規事業を高速で黒字化させたブランディング戦略とは＜ブランディング・マーケティング編＞」。
  - 9月25日、DIET＆BEAUTY 「インナービューティでサロンの価値を創る」。
  - 12月18日、日本薬科大学「美容経営学」。
  - 12月22日、日本薬科大学「＜インナービューティ概論＞腸活・温活について」。

- 2024年
  - 5月10日、早稲田大学「ブランディング経営」。
  - 5月11日、中田宏様主催「未来経営研究会　博多テーブル」
  - 6月13日、韓国にてセミナー
  - 6月20日、健康経営者クラブ「木村悠とのトークショー」
  - 7月2日、Enishi アカデミーZOOM講演　第1回【テーマ】成功確率を飛躍的に上げる「失敗しない新規事業発想法」
  - 8月1日、デアザフラビンZOOMセミナー
  - 9月17日、Enishi アカデミーZOOM講演　第2回【テーマ】100億市場をつくるブランディング経営とマーケティング戦略
  - 9月30日、ダイエット＆ビューティーフェア2024「アンチエイジングビジネスの今後〜⾷・ライフスタイルからアンチエイジング新素材まで 」
  - 10月3日、Talk Session & Party 「『人財』は『資本力』となる。健康経営へと導くリーダーの育成とは？」
  - 10月31日、BWJ大阪「プロラボが手掛ける次世代型睡眠美容サロン」とは
  - 11月8日、アチーブメント株式会社【特別セミナー】社員に物心両面の豊かさを提供する報酬制度「エンゲージメントストック」
  - 11月11日、Enishi アカデミーZOOM講演第　3回【テーマ】盤石な組織と採用力を向上させるプロラボ流目的経営とは？
  - 11月11日、⽇本⻘年会議所 美容健康部会 「シンバホールディングス株式会社 代表取締役会⻑（CEO) 安⾥繁信様との講演会」
- 2025年
  - 1月14日、Enishi アカデミーZOOM講演　第4回【テーマ】プロラボ流一番化戦略と港区マーケティングとは？
  - 1月22日、ブランディングスタイル栗山様協業セミナー「プロラボが睡眠を仕掛けた理由」

以上

## メディア出演

### テレビ
- バラいろダンディ（2019年9月20日 TOKYO MX） [33]
- ウラマヨ!（2019年11月23日 関西テレビ） [34]
- シゴト手帖（2021年1月30日 TOKYO MX） [35]

### ラジオ
- インナービューティーラウンジ（2018年11月6日～2019年4月16日 FMヨコハマ） [36]
- JUNGLE CAFE（2019年5月12日、5月19日、9月22日、12月1日、2020年1月5日、3月29日 FM FUJI） [37]
- TOP3％美容起業家列伝!（2021年5月24日 渋谷クロスFM）

### YouTube
- テンカイズα（2020年11月13日 TBSラジオ）[38]